# Bring It On
Bring It On är en amerikansk film från 2000 i regi av Peyton Reed.

## Handling
Filmen handlar om cheerleadinglaget Toros. Den nya kaptenen Torrance (Kirsten Dunst) gör allt för att vinna i det nationella mästerskapet när hon upptäcker att lagets gamla kapten stulit alla numren från ett annat lag. Tillsammans med sin bästa vän Missy gör hon allt för att rädda lagets chanser att vinna mästerskapet.

## Rollista (urval)
- Kirsten Dunst – Torrance Shipman
- Eliza Dushku – Missy Pantone
- Jesse Bradford – Cliff Pantone
- Gabrielle Union – Isis
- Clare Kramer – Courtney
- Nicole Bilderback – Whitney

## Uppföljare
Det finns en uppföljare som heter Bring It On Again som kom 2004, dock med helt med andra skådespelare. 2006 kom det ut ytterligare en uppföljare, Bring It On: All Or Nothing, också nu med nya skådespelare.
2007 kom det ännu en uppföljare, Bring It On: In It to Win It, och åter igen är det helt nya skådespelare. År 2009 kom en femte film, Bring It On: Fight to the Finish, med helt nya skådespelare igen. Det kom en till uppföljare 2017 som heter Bring It On #Worldwilde Cheersmack.